# Assedio di Moji
L'assedio di Moji (門司城の戦い?, Moji-jō no tatakai) venne posto in atto nel 1561 contro il castello di Moji in Giappone, appartenente al clan Mōri, la cui capitale era la città di Yamaguchi.

## Storia
Il castello fu originariamente costruito da Ōuchi Yoshinaga, che fu costretto ad uccidersi nel 1557 con l'avanzare dell'esercito Mōri, il cui daimyō Mōri Motonari prese il castello l'anno seguente. A settembre dell'anno successivo, Ōtomo Yoshishige riprese il castello, che però fu subito ricatturato di nuovo dai Mōri, stavolta guidati da Kobayakawa Takakage e Ura Munekatsu.
A quel punto Ōtomo Sōrin, dopo essersi alleato con i portoghesi, decise di attaccare di nuovo il castello con l'aiuto dei portoghesi che gli diedero tre navi di circa 500 o 600 tonnellate, ognuna con un equipaggio di almeno 300 uomini e 17 o 18 cannoni. Si ipotizza che questo fosse il primo bombardamento che il Giappone subì da navi straniere. Il bombardamento consentì alle truppe Ōtomo di circondare il castello di Moji ma i portoghesi esaurirono ben presto le loro munizioni, e furono costretti alla ritirata. I difensori del castello ne approfittarono per rompere le linee d'assedio e rinforzare il castello. Il 10 ottobre 1561, Sorin Ōtomo guidò un assalto con tutte le sue forze; l'assalto però fallì, e il castello rimase definitivamente in possesso dei Mōri.